# Taulisa
Taulisa is een geslacht van hooiwagens uit de familie Gonyleptidae.
De wetenschappelijke naam Taulisa is voor het eerst geldig gepubliceerd door Roewer in 1956. 

## Soorten
Taulisa is monotypisch en omvat slechts de volgende soort:
- Taulisa koepckei